# شير منج (باقران)
شير منج (بالإنجليزية: Shir Manj)‏ هي مستوطنة تقع في إيران في قسم باقران الريفي. يقدر عدد سكانها بـ 61 نسمة .